# Naturschutzgebiet Klief
Das Naturschutzgebiet Klief ist ein 27 ha großes Naturschutzgebiet (NSG) westlich bzw. nördlich von Nachrodt in der Gemeinde Nachrodt-Wiblingwerde im Märkischen Kreis in Nordrhein-Westfalen. Das Gebiet wurde 1999 von der Bezirksregierung Arnsberg per Verordnung als NSG ausgewiesen. Das NSG liegt im Osten direkt an der Lenne (Ruhr). Im Süden schließt es direkt an die Bebauung an. 

## Gebietsbeschreibung
Bei dem NSG handelt es sich um einen artenreichen und stufigen Laubmischwald der nach Osten zur Lenne hin abfallenden fels- und klippenreichen Steilhänge.